# Astragalus acutirostris
Astragalus acutirostris es una especie de arbusto perteneciente a la familia de las leguminosas. Es originaria del desierto de Mojave y su entorno en California, Nevada y Arizona, donde crece en lugares secos, en zonas de grava arenosa.

## Descripción
Es una leguminosa caducifolia que tiene un tallo rojizo y peludo que no alcanza más de 30 centímetros de largo por el suelo o ligeramente en posición vertical. Las hojas son pequeñas y se componen de varios pares de pequeños folíolos oblongos, cada uno con menos de un centímetro de largo y con la punta dentada. La inflorescencia contiene flores de color rosado o blanco.
El fruto es ligeramente curvo, en forma de vaina leguminosa estrecha de 1 a 3 centímetros de larga. La vaina es de paredes delgadas, recubierta de pelos blancos como el resto de la planta.

## Taxonomía
Astragalus acutirostris fue descrita por   Sereno Watson y publicado en Proceedings of the American Academy of Arts and Sciences 20: 360–361. 1885.
Etimología
Astragalus: nombre genérico derivado del griego clásico άστράγαλος y luego del Latín astrăgălus aplicado ya en la antigüedad, entre otras cosas, a algunas plantas de la familia Fabaceae, debido a la forma cúbica de sus semillas parecidas a un hueso del pie.
acutirostris: epíteto latino que significa "con pico puntiagudo".
Sinonimia
- Aragallus acutirostris (S.Watson) A.Heller
- Astragalus nuttallianus var. acutirostris (S. Watson) Jeps.
- Astragalus streptopus Greene
- Hamosa acutirostris (S. Watson) Rydb.
- Oxytropis acutirostris (S. Watson) M.E.Jones
- Spiesia acutirostris (S. Watson) M.E. Jones[2]